# ジニゲル・イラムジャン
ディルニガル・イルハムジャン（ウイグル語: دىلنىگار ئىلھامجان、Dilnigar Ilhamjan）、またはジニゲル・イラムジャン（中国語: 迪妮格尔·衣拉木江、Dinigeer Yilamujiang）は、中華人民共和国のクロスカントリースキー選手。新疆ウイグル自治区アルタイ市出身、ウイグル族。2022年北京オリンピックでオリンピック初出場を果たし、聖火リレーにおいて、趙嘉文とともに、最終ランナーを務めた。

## 来歴
古代スキーの痕跡とされる汗徳尕特モンゴル族郷の敦德布拉克岩画から20-30キロメートルほど離れたアルタイ市内にて生まれ、モンゴルとの国境、新疆ウイグル自治区の北西端にて育った。
母の茹仙・哈提巴吉は教員、父の衣拉木江・木拉吉（イルハムジャン・ミラジ）は1993年のクロスカントリースキー国内大会で銅メダルを獲得したスキー選手であり、ディルニガルにスキーを教えたのも父であった。

## スポーツ選手
2009年に自治政府は、プロスキー選手の育成を開始し、父イルハムジャンは彼女を含む20名の選手のコーチとなった。イルハムジャンが指導した選手のうち数名は中国クロスカントリースキー代表に選抜されている。
12歳よりスキーを始めたが、当初出場していた競技はトラックとフィールドであった。後、元々は趣味で行っていたクロスカントリーに転向。2012年に中華人民共和国第12回冬季スポーツ競技会に参加。2017年に中国代表入りし、ノルウェー人コーチKristian Bjune Sveenが来疆し、指導を受ける傍ら、ディルニガル自身もカザフ族のジアリン・バヤニとともに3年にわたるノルウェーでのトレーディングに参加。FISチャイナシティスプリント北京2019で2位になり、ノルウェーノルゲスカップでも2位となった。
同年、 FIS北京クロスカントリースキーポイント大会で銀メダルを獲得した。

### 2022年冬季オリンピック
2022年北京オリンピックでは、ディルニガルのウイグル族という出自から国際的な注目を浴びることとなった。
聖火リレーにおいて、趙嘉文とともに、最終ランナーを務めた。しかし、彼女が聖火ランナーに選ばれたことは、中国がオリンピックを政治化し、ウイグル族コミュニティを抑圧していると非難する世界ウイグル会議などの西側諸国で活動するNGOからの激しい反発と批判を招いた。
国際オリンピック委員会は、「彼女は聖火リレーに参加する資格が完全にあった」として中国の決定を歓迎し、擁護する姿勢を見せた。国営の新華社は、ディルニガルが「今後毎日、私の励みとなり、一生心に深く刻まれるだろう」と述べたと伝えている。
2月5日、クロスカントリースキー女子15キロに出場し43位でゴールした。大会終了後、選手が通ることを義務づけられているミックスゾーンには姿を見せることはなかった。

## 脚註
1. ↑  “迪妮格尔·衣拉木江 - Dinigeer YILAMUJIANG 越野滑雪 - 2022年北京冬奥会”. 2022年1月1日閲覧。
2. 1 2  “ئالتاي: "قار تېيىلايلى، دادا"” (ウイグル語). Tianshannet. (2020年12月15日) 2022年2月4日閲覧。
3. ↑  “Who is Dinigeer Yilamujiang, the lighter of the Olympic cauldron?” (英語). Washington Post. ISSN 0190-8286 2022年2月4日閲覧。
4. ↑  “Dinigeer Yilamujiang”. Olympics Beijing 2022. 2022年2月7日閲覧。
5. ↑  “新疆元素闪耀开幕式”. Xinjiang Daily. Tianshannet. (2022年2月5日)
6. ↑  “Dinigeer Yilamujiang, a Uyghur who helped light the cauldron, made her Olympic skiing debut”. Washington Post. (2022年2月5日)
7. ↑  “滑雪吧！爸爸-新华网”. m.xinhuanet.com. 2022年2月4日閲覧。
8. ↑  “新疆女孩申城夺冠！衣拉木江父女的冰雪励志片"滑雪吧，爸爸"正上演-手机新民网”. wap.xinmin.cn. 2022年2月4日閲覧。
9. ↑  Seow, Beiyi (2022年2月5日). “Beijing Olympics puts young Uyghur athlete at centre of controversy” (英語). news.yahoo.com. 2022年2月5日閲覧。
10. ↑  Budalen, Andreas (2022年1月27日). “OL-treneren er en av få som ble igjen: – Håper Kina knuser Norge langt ned i støvlene” (ノルウェー語 (ブークモール)). NRK. 2022年2月5日閲覧。
11. ↑  “Hun er uigur og har trent i Norge i tre år. Fredag tente hun OL-ilden.” (ノルウェー語 (ブークモール)). www.aftenposten.no. 2022年2月5日閲覧。
12. ↑  “Idrettsavtalen med Kina er en skamplett for norsk idrett, skriver Andreas Selliaas.” (ノルウェー語). Morgenbladet. 2022年2月5日閲覧。
13. ↑  “FIS China City Sprint Beijing 2019” (英語). www.fis-ski.com. 2022年2月4日閲覧。
14. ↑  Auklend, Erik Sergio (2019年1月11日). “Fossesholm raskest av alle - inkludert Skistad” (ノルウェー語). Drammens Tidende. 2022年2月5日閲覧。
15. ↑  “新京报 - 好新闻，无止境”. www.bjnews.com.cn. 2022年2月4日閲覧。
16. ↑  “Beijing 2022 Opening Ceremony - Olympic cauldron lighting ends spectacular show”. 2022年1月1日閲覧。
17. ↑  “China chooses Uyghur athlete to help deliver Olympic flame amid human rights scrutiny”. The Hill (2022年2月4日). 2022年2月4日閲覧。
18. ↑  “Winter Olympics: China stirs controversy with Uighur torchbearer” (英語). www.aljazeera.com. 2022年2月7日閲覧。
19. ↑  “China bags Winter Games gold and a rap for 'cynical ploy' of Uyghur torchbearer” (英語). the Guardian (2022年2月5日). 2022年2月7日閲覧。
20. ↑  “IOC defends torch bearer choice amid concerns over China’s treatment of Uyghurs”.   7news.com.au. 2022年2月9日閲覧。
21. ↑  “IOC says torch-bearer Dinigeer Yilamujiang's ethnicity not a factor” (英語). South China Morning Post (2022年2月6日). 2022年2月7日閲覧。
22. ↑  “「聖火リレー、一生心に」　最終走者のウイグル族”. (2022年2月7日) 2022年2月7日閲覧。
23. ↑  “women's 15km skiathlon event”. Olympics Beijing 2022. 2022年2月7日閲覧。
24. ↑  井上亮. “聖火運んだウイグル族選手がレース　取材ゾーンには姿を見せず” 2022年2月7日閲覧。